# Красная Звезда (Марксовский район)
Красная Звезда (нем. Blumenheim) — село в Марксовском районе Саратовской области, в составе Липовского муниципального образования.

## История
Основано как немецкий хутор Блюменгейм предположительно в начале XX века. С 1920 года — в составе Верхне-Караманского (Гнаденфлюрского) района, с 1922 года в составе Фёдоровского кантона Трудовой коммуны, с 1923 года — АССР немцев Поволжья, в 1935 году передан в состав Унтервальденского кантона.
28 августа 1941 года был издан Указ Президиума ВС СССР о переселении немцев, проживающих в районах Поволжья. Немецкое население депортировано, село, как и другие населённые пункты Унтервальденского кантона было включено в состав Саратовской области. В 1942 году переименован в село Щербаковка. Впоследствии переименовано в село Красная Звезда (дата последнего переименования не установлена).

## Физико-географическая характеристика
Село находится в Низком Заволжье, в пределах Сыртовой равнины, относящейся к Восточно-Европейской равнине, на левом берегу реки Малый Кушум (на берегу пруда), на высоте 63 метра над уровнем моря. Рельеф местности — полого-увалистый. Почвы тёмно-каштановые.
По автомобильным дорогам расстояние до областного центра города Саратова — 150 км, до районного центра города Маркс — 85 км, до административного центра сельского поселения села Липовка — 31 км.
Часовой пояс
Красная Звезда, как и вся Саратовская область, находится в часовой зоне МСК+1. Смещение применяемого времени относительно UTC составляет +4:00.

## Население
Динамика численности населения
| 1920 | 1922 | 1926 | 1931 | 1987 |
| ---- | ---- | ---- | ---- | ---- |
| 175  | 174  | 133  | 511  | 160  |

| 2002 | 2010 |
| ---- | ---- |
| 132  | ↘100 |

В 1931 году немцы составляли 93 % населения села.